# Bert Blommen
Bert Blommen (1981) is een Belgische muzikant en presentator. Hij presenteerde het item 'De Platenkast' in het programma Iedereen beroemd. Samen met Jan De Smet bracht hij de show 'Plaatjes uit de Kringwinkel'. Hij is ook de presentator van de podcast 'De Plaatbarak' en de frontman van de noiserock band Kill Your Trout.